# Composition des équipes masculines de handball aux Jeux olympiques d'été de 2020
Pour des articles plus généraux, voir Tournoi masculin de handball aux Jeux olympiques d'été de 2020 et Handball aux Jeux olympiques d'été de 2020.
Cet article liste la composition des équipes masculines de handball aux Jeux olympiques d'été de 2020, organisés au Japon du 26 juillet au 8 août 2021.
Chaque équipe comporte 15 joueurs dont 14 sont alignés sur la feuille de match à chaque rencontre. De plus, deux remplacements par équipe peuvent être fait au cours de la compétition.

## Modalités
Le tournoi se joue sans aucune restriction d'âge. Pour chaque match, chaque nation doit présenter une équipe de quatorze joueurs.
Pendant la compétition, le règlement de la Fédération internationale de handball prévoit que toutes les équipes sont autorisées à :
- jusqu'aux quarts de finale, remplacer un joueur par tout autre joueur de la liste provisionnelle (« liste des 28 ») communiquée à l'IHF en juin 2021 ;
- jusqu'à la finale, remplacer une fois le gardien de but par un autre gardien de but de la liste provisionnelle (« liste des 28 ») .

En conséquences de la pandémie de Covid-19, deux changements majeurs suivants sont promulgués :
1. Deux partenaires d'entraînement supplémentaires : deux accréditations supplémentaires (P-Accréditation / Partenaire d'entraînement) seront disponibles pour permettre à deux joueurs de s'entraîner avec l'équipe. Ces athlètes sont ainsi déjà présents au Japon.
2. Groupe de 15 pour chaque match : au lieu du système « 14+1 » permettant aux équipes de sélectionner 14 joueurs et de ne pouvoir en remplacer qu'une seule fois par le 15e joueur jusqu'à la finale, les équipes auront désormais la possibilité de choisir 14 joueurs parmi un groupe de 15 joueurs officiellement accrédités sur place pour chaque match sans raison particulière.

## Équipes

### Allemagne
Parmi les absents, le pivot Patrick Wiencek s'est fracturé le péroné et l'arrière droit Fabian Wiede souffre de l'épaule.

### Argentine
Parmi les absents, l'ailier droit Santiago Baronetto (nerf sciatique) a dû déclarer forfait pour le début de la compétition mais intègre finalement l'effectif pour le dernier match en remplacement de Federico Pizarro.

### Bahreïn
Remarque : les tailles (comprises entre 1,45 m et 1,85 m) et les poids (compris entre 65 et 91 kg) sont visiblement erronées. Il y a également quelques incohérences sur le nombre de sélections et le nombre de buts entre la composition officielle et la liste des 28.
Parmi les absents, le pivot Hasan Shebab Al-Fardan est blessé à l'épaule.

### Brésil
Parmi les absents, l'arrière droit José Toledo s'est blessé en cours de compétition et a été remplacé par le demi-centre Henrique Teixeira (en).

### Danemark
Parmi les absents, le demi-centre Rasmus Lauge et le pivot Anders Zachariassen ont contracté une rupture des ligaments croisés tandis que Lasse Møller souffre d'une blessure au niveau du cartilage du genou.

### Égypte
L'Égypte ne déplore aucun absent pour cette compétition.

### Espagne
Parmi les absents, l'ailier gauche Aitor Ariño et l'arrière gauche Daniel Dujshebaev ont contracté une rupture des ligaments croisés et le demi-centre Joan Cañellas souffre du mollet. En cours de compétition, le spécialiste de la défense Viran Morros s'est blessé aux ischio-jambiers et est remplacé par Miguel Sánchez-Migallón.

### France
Guillaume Gille annonce une liste élargie de vingt-huit joueurs le 25 juin 2021 avant de désigner la composition de l'équipe finale le 5 juillet 2021. Il sélectionne également deux réservistes : le gardien de but Rémi Desbonnet et l'arrière gauche Romain Lagarde.

Parmi les absents, le gardien de but Wesley Pardin n'est pas remis de la rupture des ligaments croisés contractée au championnat du monde 2021.

### Japon
Parmi les absents, le pivot Hiroyasu Tamakawa souffre du dos.

### Norvège
Parmi les absents, le demi-centre Gøran Johannessen (aine) a déclaré forfait juste avant le début de la compétition.

### Portugal
Parmi les absents, l'arrière gauche Alexandre Cavalcanti a contracté une entorse la cheville juste avant le début de la compétition.

### Suède
Parmi les absents, le gardien de but Mikael Appelgren est juste en phase de reprise après une blessure importante à l'épaule tandis que l'arrière droit Linus Persson s'est blessé à un doigt juste avant le début de la compétition.

## Remplacements de joueurs
Les remplacements suivants ont été réalisés au cours de la compétition :
| Date       | Équipe    | Joueur entrant                          | Joueur sortant                      |
| ---------- | --------- | --------------------------------------- | ----------------------------------- |
| 27 juillet | Bahreïn   | Bilal Askani (ailier droit)             | Komail Mahfdooh (arrière droit)     |
| 28 juillet | Brésil    | Henrique Teixeira (demi-centre)         | José Toledo (arrière droit)         |
| 29 juillet | Espagne   | Miguel Sánchez-Migallón (ailier gauche) | Viran Morros (défenseur)            |
| 31 juillet | Argentine | Santiago Baronetto (es) (ailier droit)  | Federico Pizarro (arrière droit)    |
| 2 août     | France    | Romain Lagarde (arrière gauche)         | Timothey N'Guessan (arrière gauche) |